# 암브라 안졸리니
암브라 안졸리니(Ambra Angiolini, 1977년 4월 22일 ~ )는 이탈리아의 배우, 사회자, 가수이다.

## 출연 작품
- 더 트루 어바웃 러브 이즈... (2016)
- 세븐 미니츠 (2016)
- 나를 기억해줘요 (2014)
- 이마투리 - 일 비아조 (2012)
- 이마투리 (2011)
- 뚜띠 알 마레 (2011)
- 노티지에 데글리 스카비 (2010)
- 화이트 앤드 블랙 (2008)
- 새턴 인 오퍼지션 (2007)
- 여우와 아이 (2007)